# ダニエル・マイストロヴィッチ
ダニエル・マイストロヴィッチ（セルビア語: Данијел Мајсторовић、英語: Daniel Majstorović、1977年4月5日 - ）は、スウェーデン・ストックホルム出身の元同国代表サッカー選手。現役時代のポジションはDF。

## 経歴

### クラブ
1996年からスウェーデンのIFブロンマポイカルナでプロキャリアをスタートさせた。1997年にドイツのSCフォルトゥナ・ケルンに移籍した。しかしあまり出場機会に恵まれず、1999年、ヴェステロースSK FKに移籍。2001年にマルメFFに移籍した。その後はオランダやスイスなどを経て2010年8月16日、スコットランドのセルティックFCに移籍。最初のシーズンこそレギュラーを張ったものの、2011-12シーズンは怪我に悩まされ、後述の代表での練習中での怪我が原因でセルティックを解雇された。2012年にAIKソルナに移籍した．AIK退団後の2014年2月4日、現役を引退することを発表した。

### 代表
スウェーデン代表としてUEFA EURO 2008に出場した。UEFA EURO 2012予選では10試合中9試合に出場し、守備の要として活躍したが、2012年2月28日の練習中に膝の靭帯を断裂し、UEFA EURO 2012の出場を棒に振った。

## タイトル
クラブ
マルメFF
- アルスヴェンスカン 2004

FCバーゼル
- スイス・スーパーリーグ 2007-08
- スイス・カップ 2008

セルティックFC
- スコティッシュカップ 2010-2011
- スコティッシュ・プレミアリーグ 2011-2012